# 胡飲酒
胡飲酒（こんじゅ）は、雅楽の唐楽の曲名の一つで、林邑楽（林邑八楽）の一つである。
その由来は、胡国の人が酔ってこの曲を奏すその姿を模して舞に作るという。
壱越調で、舞楽は舞人1人で、構成としては序と破から成る。このうち破の楽章は管絃としても演奏され、それには双調の渡物も存在する。